# Brieselang
Brieselang – gmina w Niemczech w kraju związkowym Brandenburgia, w powiecie Havelland. W 2008 r. gmina liczyła 10 794 mieszkańców.